# La Presse (Монреаль)
La Presse (читається як «Ля Прес», у перекладі з французької — «Преса») — франкомовна громадсько-політична газета, що видається у місті Монреаль і розповсюджується по цілому Квебеку (Канада). Разом з «Le Devoir» вважається однією з провідних франкомовних газет Квебеку (і цілої Канади).
Газета заснована  20 жовтня 1884. Дотримується центристських та федералістських позицій. Останнє не заважає їй виступати на захист французької мови.